# Die Harvard-Prämie
Die Harvard-Prämie (Alternativtitel Unheimliche Briefe) ist ein Kriminalfilm von 1917 der Stummfilmreihe Joe Jenkins.

## Handlung
Joe Jenkins klärt einen Mord auf, der aus finanziellen und erotischen Gründen geschah.

## Hintergrund
Produziert wurde der Film von der Atlantic Film Aarhus GmbH (Berlin) (Nr. 61), gedreht wurde in den Studios der Eiko-Film. Er hatte eine Länge von vier Akten auf 1440 Metern, ca. 79 Minuten. Die Zensur prüfte den Film im Juli 1917. Die Polizei Berlin belegte ihn mit einem Jugendverbot (Nr. 40783), die Polizei München erlaubte keine Ankündigung als Detektivfilm (Nr. 25028, 25029, 25030, 25031). Die Uraufführung war dann im August 1917 im Tauentzienpalast.